# قائمة أغلى حالات الطلاق
هذه قائمة من حالات الطلاق الأغلى في التاريخ القانوني (كما يحددها الحجم التقديري للتسوية). يتم تقديم المبالغ بالدولار الأمريكي، ولا يتم تعديلها للتضخم، ما لم يتم تحديدها صراحة كطريقة منفصلة.

## أغلى حالات الطلاق
- طلاق أليك وايلدنشتاين في عام 1999 من جوسلين فيلدنشتاين. يقدر بـ 3.8 مليار دولار (5.6 مليار دولار تضبطها التضخم).[1][2][3]
- طلاق روبرت مردوخ في عام 1999 بعد 31 عاما من الزواج من آنا. يقدر بـ 1.7 مليار دولار (2.5 مليار دولار تضبطها التضخم).[4]
- طلاق بيرني إكليستون في عام 2009 بعد 23 عاما من الزواج من سلافيسكا ؛ يقدر بـ 1.2 مليار دولار (1.4 مليار دولار تضبطها التضخم).[4][5]
- طلاق ستيف وين في عام 2010 من الين. يقدر بـ1 مليار دولار (1.1 مليار دولار معدلة حسب التضخم).[4]
- طلاق هارولد هام في عام 2012 بعد 24 سنة من سو آن Arnall ؛ تقدر بمبلغ 974.8 مليون دولار (معدل التضخم 1.0 مليار دولار).[4][6]
- طلاق عدنان خاشقجي في عام 1980 بعد 20 سنة من ثريا خاشقجي. يقدر بمبلغ 874 مليون دولار (2.2 مليار دولار معدل التضخم).[4][7]
- طلاق ديمتري ريبولوفليف في عام 2014 من إيلينا ؛ تقدر بمبلغ 604 مليون دولار (معدل التضخم 625 مليون دولار).[4]
- طلاق كريج مكاو في عام 1997 بعد 21 عاما من ويندي مكاو. تقدر بأكثر من 460 مليون دولار.[8]
- طلاق ميل جيبسون في عام 2006 بعد 26 عاما من روبين مور جيبسون. تقدر بمبلغ 425 مليون دولار.[9]
- طلاق روبرت إل جونسون من شيلا جونسون: يقدر بمبلغ 400 مليون دولار.
- طلاق رومان ابراموفيتش من ايرينا ابراموفيتش ؛ يقدر بمبلغ 300 مليون دولار.[10]
- طلاق تشارلز إدجار فيبكي من مارلين فيبكي ؛ يقدر بمبلغ 200 مليون دولار.[10]
- طلاق مايكل بولسكي من مايا بولسكي، 184 مليون دولار.[11]
- طلاق مايكل جوردان من خوانيتا الأردن، 168 مليون دولار [12]
- طلاق بوريس بيريزوفسكي من جالينا بيشاروفا ؛ تقدر بـ 160 مليون دولار.[13]
- طلاق نيل دايموند من مارسيا مورفي. تقدر بمبلغ 150 مليون دولار.[14]
- طلاق فرانك ماكورت من جيمي ماكورت. تقدر بـ 130 مليون دولار.[15]
- طلاق هاريسون فورد من ميليسا ماتيسون. تقدر بـ 118 مليون دولار.[16]
- طلاق غريغ نورمان من لورا اندراسي. تقدر بـ 103 مليون دولار.[17]
- طلاق ستيفن سبيلبرغ من ايمي ايرفينغ ؛ تقدر بـ 100 مليون دولار.[18]
- طلاق مادونا من غي ريتشي. تقدر بنحو 76 إلى 92 مليون دولار.[19]
- طلاق تايغر وودز من إلين نوردغرين. تقدر بـ 100 مليون دولار.[20]
- طلاق بولين تشاي من دكتور كو كاي بينج ؛ تقدر بـ 80 مليون دولار.[21]
- طلاق كيفن كوستنر من سيندي سيلفا. تقدر بـ 80 مليون دولار.[22]
- طلاق الآغا خان الرابع من إينارا أغا خان. تقدر بـ 78 مليون دولار.[23]
- طلاق كيني روجرز من ماريان روجرز. تقدر بـ 60 مليون دولار.[24]
- طلاق جيمس كاميرون من ليندا هاملتون. تقدر بـ 50 مليون دولار.[25]
- طلاق بول مكارتني من هيذر ميلز. تقدر بنحو 48.6 مليون دولار.[26]
- طلاق مايكل دوغلاس من دياندرا دوغلاس. تقدر بنحو 45 مليون دولار.[25]
- طلاق تيد دانسون من كيسي. تقدر بـ 30 مليون دولار.[27]
- طلاق دونالد ترامب من إيفانا ترامب. تقدر بنحو 25 مليون دولار.[28]
- طلاق كيلسي غرامر من كميل غرامر. يقدر بـ 30 مليون دولار.[29][30]
- طلاق مارتن سوريل من ساندرا فاينستون. تقدر ب 30 مليون دولار [31]
- طلاق ليونيل ريتشي من ديان ريتشي. تقدر بـ 20 مليون دولار.[25]
- طلاق جوني كارسون من جوانا هولاند. يقدر بـ 20 مليون دولار.
- طلاق ميك جاغر من جيري هول. يقدر ما بين 15 و25 مليون دولار.[25]
- طلاق سلاش (موسيقي) من بيرلا فرار؛ 6.6 مليون دولار بالإضافة إلى 100,000 دولار شهريا للدعم و39000 دولار شهريا لدعم الطفل.[32]
- قاضت ناتاليا بوتانينا زوجها السابق فلاديمير بوتانين مقابل 7.5 مليار دولار. التقاضي جاري حتى عام 2017.[33]